# Кронзький замок
Кронзький замок (пол. Zamek w Krągu, нім. Schloss Krangen) — історичний замок, розташований над Замковим озером у селі Кронґ у гміні Полянув Кошалінського повіту Західнопоморського воєводства у Польщі. 

## Історія
Перші згадки про замок датуються 1495 роком. Замок у вигляді житлової вежі, оточеної ровом, збудував Адам Подевільс. Цю вежу повністю розібрали у 80-их роках XVI століття та звели на її місці резиденцію у ренесансному стилі. Ініціатором будівництва став Фелікс фон Подевільс. У XVII та XIX століттях резиденцію знову перебудовували (востаннє у неоренесансному стилі, з ініціативи Карла Вільгельма фон Ріпенгаузена). 
Замок згорів у 1945 році. До 1956 року у збереженій частині будівлі розміщувалися управління лісництвом та школа. У 1958—1960 роках, будівлю було частково укріплено, але попри це вона продовжувала занепадати. У 70-их роках ХХ століття здійснювалася відбудова замку для цілей управління лісництвом, однак її було припинено з фінансових причин.  

## Сучасність
У 1990 році замок опинився у приватній власності. Після цього було здійснено цілковиту реновацію замку. В наш час тут знаходиться готель з пляжем та купальнями. 